# Kim Wilde
Kim Smith, més coneguda com a Kim Wilde (Londres, 18 de novembre de 1960) és una cantant de pop britànica. Va arribar a la fama a inicis dels anys 80 amb el seu èxit Kids in America, des de llavors versionada per diversos grups arribant a ser una cançó que encara segueix sonant en les ràdios amb certa freqüència.

## Biografia
La carrera de Kim Wilde va començar amb un pop més proper al punk i al new wave. Bona part de les seues cançons eren composicions pròpies, en col·laboració amb el seu germà. En els primers 80, destaca la seua cançó View from a bridge (Vista des d'un pont), la lletra de la qual barreja romanç i intriga com un còmic de detectius.
En els últims 80, Wilde es decanta per un pop més clàssic i ballable, que li va retornar a la fama després d'un parell de discos sense ressò i li va fer arribar a èxit en tot Europa amb cançons com You came, Never trust a stranger o You keep em hangin' on, que va arribar a ser el seu primer i únic nombre u en EUA.
La seua fama es va diluir en els noranta, encara que va tenir senzills d'èxit com Love is holy i especialment If I can't have you, primer títol del seu reeixit recopilatori Kim Wilde: the singles collection. En 1995, i després del fracàs del seu àlbum Now and forever, es va retirar de la música per a dedicar-se a la televisió, encara que ha tornat esporàdicament al panorama musical amb recopilatoris i algun senzill solt, sent especialment reeixit el seu duo amb l'estrella alemanya Nena, "Anyplace, Anywhere, Anytime".

## Discografia
- Kim Wilde (1981)
- Select (1982)
- Catch As Catch Can (1983)
- The Very Best Of (1984)
- Teases & Dares (1984)
- Another Step (1986)
- Close (1988)
- Love Moves (1990)
- Love Is (1992)
- The Singles Collection 1981–1993 (1993)
- Now & Forever (1995)
- The Very Best of Kim Wilde (2001)
- Never Say Never (2006)
- Come Out And Play (2010)
- Snapshots (2011)
- Wilde Winter Songbook (2013)
- Here Come the Aliens (2018)
- Closer (2025)